# سبنسر (لاعب كريكت)
سبنسر (1770 بإنجلترا في المملكة المتحدة - ) (بالإنجليزية: Spencer)‏ هو لاعب كريكت بريطاني. لعب مع Hornchurch Cricket Club ‏.